# Vlag van Bas-Rhin

Vlag van Bas-Rhin

De vlag van Bas-Rhin is de officiële vlag van het Franse departement Bas-Rhin. De vlag is afgeleid van het wapen van dit departement.
De vlag toont een rood veld met een witte schuinbalk tussen twee witte gebloemde balken.
Het ontwerp toont het wapen van de voormalige provincie Landgraafschap Neder-Elzas. Het huidige wapen en de vlag werd goedgekeurd door de twee prefecten van Elzas op 5 mei 1948.
Naast deze vlag is er een logovlag in gebruik.

Logovlag